# アントラージュ★オレたちのハリウッド
アントラージュ★オレたちのハリウッド (Entourage) は2004年から2011年9月11日までアメリカ合衆国でされたテレビシリーズで、これまでに全8シーズンが放送された。マーク・ウォールバーグが製作総指揮を務めている。日本ではFOXチャンネルでシーズン6まで放送されているほか、シーズン3までDVD化されている。
若手俳優ヴィンスと、彼を取り巻く人物を軸に、ハリウッドの内幕を描く。
2015年には映画化され、日本では『アントラージュ★オレたちのハリウッド：ザ・ムービー』の邦題でスターチャンネルで放送された。
また、韓国で、シワン（ZE:A）、イ・グァンス、チョ・ジヌン、ソ・ガンジュン主演で、『アントラージュ』という題名でリメイク化された。

## 登場人物

### メインキャラクター
ヴィンス・チェイス
演：エイドリアン・グレニアー/声：野島裕史
クイーンズ出身、ハリウッドで今一番ホットな若手俳優。
ジョニー・“ドラマ”・チェイス
演：ケヴィン・ディロン/声：斉藤次郎
ヴィンスの兄。同じく俳優だが、なかなか売れない。
エリック・マーフィー
演：ケヴィン・コナリー/声：千々和竜策
ヴィンスの友人にしてマネージャー。Eと呼ばれている。大学を中退している。
タートル
演：ジェリー・フェレーラ/声：安齋龍太
本名はサル。ヴィンスの友人にして運転手。
アリ・ゴールド
演：ジェレミー・ピヴェン/声：山野井仁
ヴィンスのエージェント。口が悪いが有能。
ロイド
演：レックス・リー/声：ヤスヒロ
アリの秘書。ゲイ。

## サブタイトル

### 第1シーズン
1. アントラージュ〜俺たちのサクセスストーリー ( Entourage )
2. 映画評を吹き飛ばせ ( The Review )
3. 波乱のトークショー ( Talk Show )
4. みんなで初デート ( Date Night )
5. 主役を勝ち取れ ( The Script and the Sherpa )
6. さすらいのビーチ・パーティー ( Busey and the Beach )
7. ブラインド・デートは監督と ( The Scene )
8. いざニューヨークへ ( New York )

### 第2シーズン
1. 帰って来た4人! ( The Boys Are Back in Town )
2. マセラッティと美女 ( My Maserati Does 185 )
3. 魅惑のプレイボーイ・パーティー ( Aquamansion )
4. あのヒットメーカーが監督を？ ( An Offer Refused )
5. 隣人はボブ・サゲット ( Neighbors )
6. 哀愁のチャイナタウン ( Chinatown )
7. サンダンスでの情事 ( The Sundance Kids )
8. アクアガールは元カノ？ ( Oh, Mandy )
9. アクアマンの救世主 ( I Love You Too )
10. 友情より恋愛？ ( The Bat Mitzvah )
11. 10万ドルのプレゼント ( Blue Balls Lagoon )
12. スターが恋に溺れる時 ( Good Morning, Saigon )
13. ハートブレイク・再び ( Exodus )
14. それぞれの道 ( The Abyss )

### 第3シーズン
第3シーズンのみパート1（全12話）とパート2(全8話)に分かれている。
1. アクア・マザー　( Aquamom )
2. スパイダーマンをぶっ飛ばせ ( One Day in the Valley )
3. 予期せぬ侵入者 ( Dominated )
4. シュレックが盗まれた!? ( Guvs and Doll )
5. アクアマンVS麻薬王 ( Crush and Burn )
6. メジャー・スタジオの逆襲 ( Three's Company )
7. 恋人の親友は厄介者 ( Strange Days )
8. 芸術とビジネスの狭間で ( The Release )
9. ベガスへGO! ( Vegas Baby, Vegas! )
10. 鎮静剤をくれ！ ( I Wanna Be Sedated )
11. 老プロデューサーの帰還 ( What About Bob? )
12. エージェント以上、友達未満 ( Sorry, Ari ) ※この回をもってパート1が終了する。
13. 元サヤはいつも困難 ( Less Than 30 )　※この回からパート2が始まる
14. 旅行のパートナーは相性が肝心 ( Dog Day Afternoon )
15. 美人は仕事のジャマ!? ( Manic Monday )
16. これってドッキリ!?  ( Gotcha )
17. 別れはいつも突然に ( Return of the King )
18. 執念と情熱の麻薬王 ( The Resurrection )
19. スポンサーは東欧一の美女 (The Prince's Bride )
20. プロデューサーはツラいお仕事 ( Adios Amigos )

### 第4シーズン
1. 恋に落ちた監督 ( Welcome to the Jungle )
2. ファーストカットはディーペスト ( The First Cut Is the Deepest )
3. マリブーティー ( Malibooty )
4. ソーリー、ハービー ( Sorry, Harvey )
5. ドリーム・チーム ( The Dream Team )
6. ウィーホー・ホー ( The Weho Ho )
7. デイ・ファッカーズ( The Day Fuckers )
8. ゲイリーの机( Gary's Desk )
9. 若者とラリッた者( The Young and the Stoned )
10. スノージョブ( Snow Job )
11. カンヌ行き危うし( No Cannes Do )
12. カンヌ・キッド( The Cannes Kids )

### 第5シーズン
1. ファンタジー・アイランド ( Fantasy Island )
2. アンライク・ヴァージン ( Unlike A Virgin )
3. アリVSデイビス ( The All Out Fall Out )
4. 終わらない駆け引き ( Fire Sale )
5. アリ、絶体絶命 ( Tree Trippers )
6. 賭けゴルフの運命 ( ReDOMption )
7. モデル、モデル、モデル ( Gotta Look Up to Get Down )
8. ファーストクラスの恋 ( First Class Jerk )
9. 強烈な男 ( Pie )
10. セス・グリーン、再び ( Seth Green Day )
11. 「スモーク・ジャンパー」の行方 ( Play'n with Fire )
12. クイーンズからの再出発 ( Return to Queens Blvd. )

### 第6シーズン
1. 免許が無い！？ ( Drive )
2. プレミアの夜 ( Amongst Friends )
3. タートルの誕生日 ( One Car, Two Car, Red Car, Blue Car )
4. 波乱を生むオフィスラブ ( Runnin' On E )
5. フォア ( Fore! )
6. 破滅への道 ( Murphy's Lie )
7. ドラマの行方 ( No More Drama )
8. ボディーガード ( The Sorkin Notes )
9. パンツ事件の真犯人 ( Security Briefs )
10. ドラマ争奪戦 ( Berried Alive )
11. 改善の一日 ( Scared Straight )
12. いざイタリアへ ( Give a Little Bit )

### 第7シーズン
1. スタント！ ( Stunted )
2. 金は天下の回りもの ( Buzzed )
3. ドラマのコメディ ( Dramedy )
4. テキーラ・サンライズ ( Tequila Sunrise )
5. 魔性の女 ( Bottoms Up )
6. 目には目を ( Hair )
7. モンキー・ビジネス ( Tequila and Coke )
8. 疑惑の白い粉 ( Sniff Sniff Gang Bang )
9. 不協和音 ( Porn Scenes from an Italian Restaurant )
10. 傷だらけの男たち ( Lose Yourself )

### 第8シーズン
1. 愛しの我が家 ( Home Sweet Home )
2. 女の本音 ( Out with a Bang )
3. ラストショット ( One Last Shot )
4. 奥の手 ( Whiz Kid )
5. 新たな関係 ( Motherfucker )
6. 分かれ道 ( The Big Bang )
7. 熱い想い ( Second to Last )
8. さらば 愛しき男たち ( The End )

## 韓国のテレビドラマ
韓国で、『アントラージュ 〜スターの華麗なる人生〜（韓国語原題：안투라지）』という題名でリメイクされた。主演はチョ・ジヌン。

### キャスト（韓国版）
主要人物
- キム・ウンガプ - チョ・ジヌン
- チャ・ヨンビン - ソ・ガンジュン
- チャ・ジュン - イ・グァンス
- イ・ホジン - パク・ジョンミン
- カメ - イ・ドンフィ